# Notre-Dame-du-Saint-Cordon

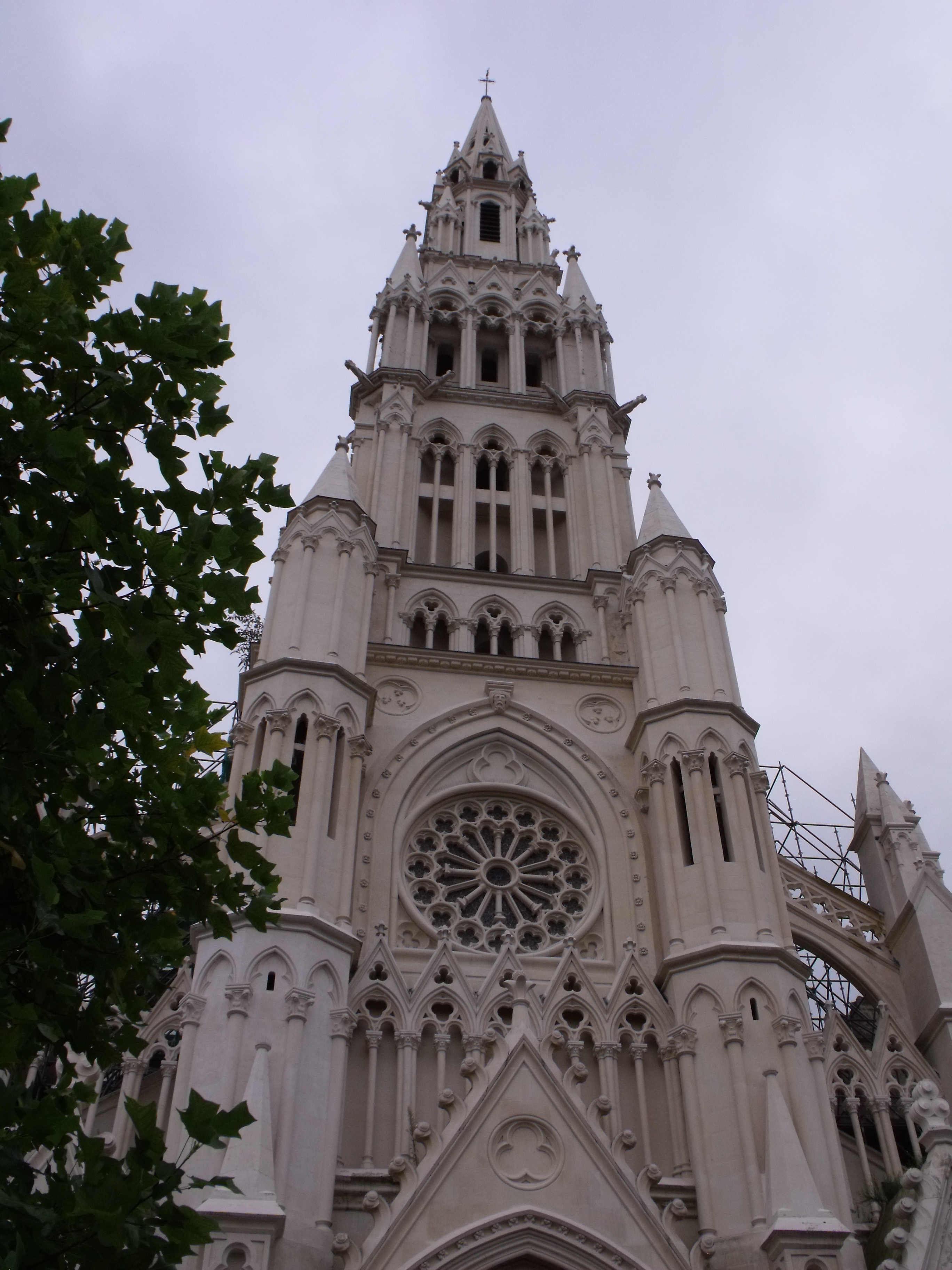
Basilika Notre-Dame-du-Saint-Cordon

Die Basilika Notre-Dame-du-Saint-Cordon ist eine römisch-katholische Kirche in Valenciennes im französischen Département Nord der Region Hauts-de-France. Die Pfarr- und Wallfahrtskirche des Erzbistums Cambrai trägt den Titel einer Basilica minor. Die Mitte des 19. Jahrhunderts im neugotischen Stil errichtete Kirche  ist als historisches Baudenkmal geschützt. Die Pfarrei wurde zu Ehren der Patronin von Valenciennes benannt, der die Valencianer die Heilung von der Pest am 8. September 1008 zusprechen.

## Geschichte
Die Wallfahrtskirche wurde zwischen 1852 und 1864 von dem Diözesanarchitekten Alexandre Grigny als Ersatz für die nach der Französischen Revolution abgerissene Kirche Notre Dame la Grande erbaut. Eine jährliche Pilgerfahrt findet am zweiten Sonntag im September in Danksagung statt. Am 13. September 1908 versammelten sich 100.000 Pilger in Valenciennes zur 900-Jahr-Feier der Notre-Dame-du-Saint-Cordon.
Im Jahr 1922 verlieh Papst Pius XI. der Kirche den Titel einer Basilica minor. Das Gebäude wurde 1996 in die Liste der Monuments historiques eingeschrieben. 2007 wurde die Restaurierung der Basilika begonnen, die 2020 nicht abgeschlossen war. Der verwendete weiche Stein hat sich als nicht frostfest erwiesen, der Turm zeigte bereits 2008 eine Neigung.

## Beschreibung

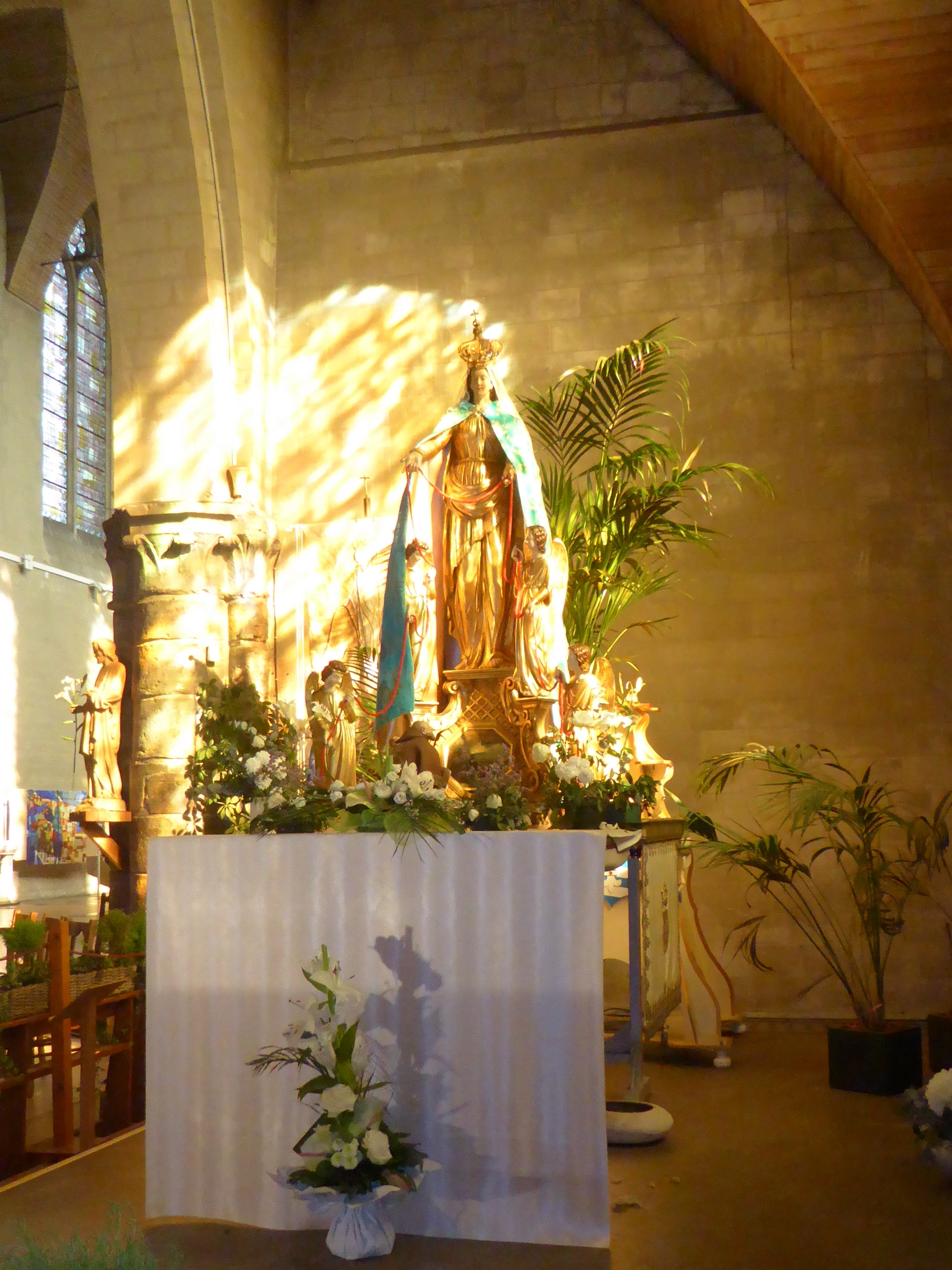
Innenraumansicht

Die nach Südwesten ausgerichtete Kirche ist in das schmale Grundstück des Place des Ursulines eingefügt. Zur Stadt hin zeigt der 83 Meter hohe Eingangsturm als eine Neuinterpretation des alten Glockenturms der Kathedrale von Chartres. Ausgehend von den drei Eingangsportalen bildet er von Fialen begleitet eine pyramidenförmige Fassade, der Glockenstuhl beherbergt die Glocke Jehanne de Flandre von 1368 aus dem alten städtischen Glockenturm. Das Hauptschiff der dreischiffigen Basilika reicht über fünf Joche, bei einer Länge von 68 Metern ragen diese innen über 26 Meter hoch. Die dreistufige Aufständerung erinnert an das Vorbild der Amiens und verleiht dem Gebäude große Transparenz. Als Pilgerkirche besitzt sie einem Chorumgang mit drei Kranzkapellen nach normannischem Vorbild. Das von Portalen durchbrochene Querschiff erweitert die Perspektive des Chorumgangs und sichert die Autonomie des Heiligtums, eine wesentliche Bestimmung für eine Wallfahrtskirche. Eine Kapelle ist der Marienstatue Notre-Dame du Saint Cordon gewidmet, die 1804 geschaffen wurde. Sie wird bei der Prozession durch die Stadt getragen. Bis zum Abschluss der Renovierung wird die Figur in St-Géry de Valenciennes aufbewahrt.
Die kleinere Orgel in der Josefskapelle vom Orgelbauer Joseph Merklin stammt aus dem Jahr 1864. Pierre Schyven installierte die Emporenorgel 1874, die große Merklinorgel stammt aus dem Jahr 1891. Sie wurden als historische Denkmäler eingestuft. Im Jahr 2014 fand eine Restaurierung der Orgel statt, beide Orgeln werden erst nach der Renovierung wieder installiert.